# Kedungpring (Kemranjen)
Kedungpring is een bestuurslaag in het regentschap Banyumas van de provincie Midden-Java, Indonesië. Kedungpring telt 2781 inwoners (volkstelling 2010).